# Xcho
Хачик Араикович Дунамалян (арм. Խաչիկ  Արայիկի Դունամալյան, 9 июня 2001, Ванадзор, Армения), наиболее известный под сценическим псевдонимом Xcho, стилизовано как «Хчо» — певец, автор песен и Хип-хоп-исполнитель армянского происхождения, исполняющий песни на русском и армянском языках. 

## Биография
Родился 9 июня 2001 года в городе Ванадзор (Лорийская область, Армения).
Учился в общеобразовательной школе № 10 по месту жительства. В 2018 году завершил в ней обучение. Также окончил  музыкальную школу по классу скрипки. Раньше занимался спортом, два года боксом и три года борьбой, но из-за травмы ноги, ушёл из спорта и нашёл себя в музыкальной индустрии.
Помимо родного армянского и основного русского языка, использует также английский язык.
Музыкальная карьера началась после завершения школьной учёбы в 2018 году, но популярность пришла через год, в 2019 году. Многие песни имеют на платформе YouTube от 30 млн до 50 млн просмотров, также песни исполнителя за несколько лет попадали на высокие места в различных музыкальных чартах  стриминговых музыкальных платформ. К примеру песня «Ты и Я» достигла 101 млн просмотров за 2 года, а сам трек был использован Уиллом Смитом в его видео в социальной сети Инстаграм.
В 2024 году стало известно, что Министр иностранных дел Латвии Байба Браже внесла музыкального исполнителя Xcho в список нежелательных лиц для Латвийской Республики. Ему запрещён въезд в Латвию.

## Дискография
- 2020 — CROSS[19]
- 2022 — Immigrant[9]
- 2025 — Триллер[14]

## Рейтинги и чарты
- В 2022 году альбом «Immigrant» попал на первое место в топ-50 музыкального сервиса Apple Music[9], а 11 из 15 новых песен с данной пластинки попали в музыкальный чарт ВКонтакте[14][20].